# Resazurin
Resazurin (7-hidroksi-3H-fenoksazin-3-on 10-oksid) je fenoksazinsko bojilo koja je slabo fluorescentno, neotrovno, propusno za stanice i osjetljivo na redoks. Resazurin ima plavu do ljubičastu boju (pri pH > 6,5) i koristi se u mikrobiološkim, staničnim i enzimskim ispitivanjima jer se nepovratno može reducirati u ružičasto obojeni i visoko fluorescentni resorufin (7-hidroksi-3H-fenoksazin-3- jedan). Pri otprilike neutralnom pH, resorufin se može otkriti vizualnim promatranjem njegove ružičaste boje ili fluorimetrijom, uz maksimum pobude na 530 - 570 nm i maksimum emisije na 580 - 590 nm.
Kada se otopina koja sadrži resorufin podvrgne redukciji (Eh < -110 mV), gotovo se sav resorufin povratno (reverzibilno) reducira u translucidni nefluorescentni dihidroresorufin (sin. hidroresorufin) i otopina postaje translucidna (redoks potencijal resorufina/dihidroresorufina para iznosi -51 mV u odnosu na standardnu vodikovu elektrodu pri pH 7,0). Kada se Eh iste otopine poveća, dihidroresorufin se oksidira natrag do resorufina, a ova povratna reakcija može se koristiti za praćenje ostaje li redoks potencijal kulturnog medija na dovoljno niskoj razini za anaerobne organizme. 
Otopina resazurina ima jednu od najviših poznatih vrijednosti Kreftovog indeksa dikromatskosti. To znači da ima veliku promjenu u opaženoj nijansi boje kada se debljina ili koncentracija promatranog uzorka poveća ili smanji.
Obično je resazurin komercijalno dostupan kao natrijeva sol. 
Resazurin se reducira na resorufin aerobnim disanjem metabolički aktivnih stanica, a može se koristiti kao pokazatelj održivosti stanica. Prvi su ga koristili za kvantificiranje sadržaja bakterija u mlijeku Pesch i Simmert 1929. Može se koristiti za otkrivanje prisutnosti održivih stanica u kulturama stanica sisavaca. U početku je komercijalno predstavljen pod zaštitnim znakom Alamar Blue (Trek Diagnostic Systems, Inc.), a sada je dostupan i pod drugim imenima kao što su AB test, Vybrant (molekularne sonde) i UptiBlue (Interchim).

## Oksazini
Oksazini su heterociklički spojevi koji sadrže jedan kisikov i jedan dušikov atom u dvostruko nezasićenom šesteročlanom prstenu. Izomeri postoje ovisno o relativnom položaju atoma i relativnom položaju dvostrukih kemijskih veza. Derivati se nazivaju isto oksazini; primjeri uključuju ifosfamid i morfolin (tetrahidro-1,4-oksazin). Tržišno dostupan dihidro-1,3-oksazin je reagens u Meyersovoj sintezi aldehida. Fluorescentna bojila poput nilske crvene i nilsko plave temelje se na aromatskom benzofenoksazinu. Cinabarin i cinabarska kiselina dva su prirodna dioksazina koja se dobivaju biorazgradnjom triptofana.

### Oksazinska bojila
Oksazinska bojila sadrže kao kromofor fenoksazonijsku grupu često kondenziranu s aromatskim sistemima. Stabilizacija rezonantnih kinonoidnih oblika, u kojima se ta bojila kao soli s jakim kiselinama nalaze, povećava se prisutnošću auksokromnih skupina (—N < i —OH) u m-položaju prema kisiku, odnosno u p-položaju prema dušiku. Važnost ima danas još samo mala grupa dioksazinskih bojila, u kojima su dva oksazinska sistema kondenzirana. To su briljantna, vrlo postojana bojila za direktno bojenje pamuka i vune. Primjer za njih je Siriuslichtblau FF2GL, C.I. 51300, koji se priprema kondenzacijom p-aminodifenilamin-o-sulfonske kiseline s tetraklor-p-benzokinonom (kloranilom) u vodenoj otopini uz magnezijev oksid i zatim ciklizacijom tako dobivenog intermedijarnog produkta s pomoću oleuma.

### Slike
|                                                                                          |
| Smanjenje resazurina u resorufin i reverzibilno smanjenje resorufina u dihidroresorufin. |